# Niels Ringe
Niels Ringe (døbt 12. august 1791 i Odense – 29. april 1854 i Villestofte) var en dansk amatørmaler.
Hans forældre var eskadronkirurg, feltskær i Odense, senere husmand i Vigerslev Sogn Thomas Ringe og Maren Hansdatter. Niels Ringe kom i skrædderlære 1805, blev senere husmand og var som tegner helt autodidakt. Han var fra 1820 ansat som tegner hos historikeren Lauritz Schebye Vedel Simonsen til Elvedgård, som i 1827 købte et hus til Niels Ringe i Villestofte.
Niels Ringes gouacher er klodset udført, men har stor historisk værdi, da de viser mange fynske herregårde, som de så ud, før den store ombygningsbølge satte ind i anden halvdel af 1800-tallet. Både Vedel Simonsen og Ringe var interesseret i den nye romantiske havemode, og Ringe gengiver ofte lysthuse, gærder og havemøbler samt notater om træernes art. Ringe kunne dog også forenkle sine tegninger til værker af stor grafisk elegance.
Stort set hele Ringes kendte produktion er i Nationalmuseet, og hans 37 malerier af herregårde er udgivet i bogen Fynske herregårde – set af Niels Ringe (Foreningen til Gamle Bygningers Bevaring 1999. ISBN 87-87546-17-5).
Da man ved, at Ringe solgte sine arbejder, men hverken signerede eller daterede dem, findes der sandsynligvis også et antal anonyme arbejder i privateje på Fyn.
Ringe blev gift 1. gang 3. marts 1821 i Indslev med Birthe Kristine Hansdatter (ca. 1800 – 27. juli 1841 i Paarup), datter af husmand i Fjellerup Hans Mikkelsen og NN. 2. gang ægtede han Caroline Amalie Christiansdatter (23. juli 1820 i Vigerslev – 22. maj 1853 i Paarup), datter af murersvend Christian Godskesen og Maren Sejrup. 3. gang ægtede han 15. oktober 1853 i Paarup Ane Marie Gabrielsen (5. februar 1820 i Ubberud – 1. januar 1860 smst.), datter af boelsmand Gabriel Eriksen og Kirsten Pedersdatter.
Han er begravet på Paarup Kirkegård.

## Værker
- Vestibulen på Langesø (gouache, ca. 1835, Langesø)
- Interiører fra Sankt Knuds Kirke i Odense (2 litografier, 1840)
- Gråbrødreplads i Odense (litografi, 1848)
- 37 fynske herregårde og landsbyer (gouacher, Nationalmuseets antikvarisk-topografiske arkiv)
- 300 forarbejder til gouacher og tegninger af kirker, præstegårde og andre mindre gårde samt (pennetegninger, sammesteds)